# Umělá muška
Umělá muška je rybářský pojem, který označuje umělou nástrahu, představující napodobeninu skutečné potravy ryb, především hmyzu nebo jeho vývojová stádia (např. larvy), v dnešní době se ovšem vyskytují i mušky, které napodobují i jiné živočichy včetně rybek, pulců, pijavic, korýšů, malých myší či ptáků, dokonce i jikry nebo kostku plovoucího chleba. Je vyráběna především z rybářského háčku, peří, srsti a vázacích materiálů. Způsob lovu, ve kterém je muška nejvíce využívána, se nazývá muškaření. Při něm nástrahu dostáváme na vodu do větších vzdáleností pomocí pohybu prutu a muškařské šňůry s návazcem.

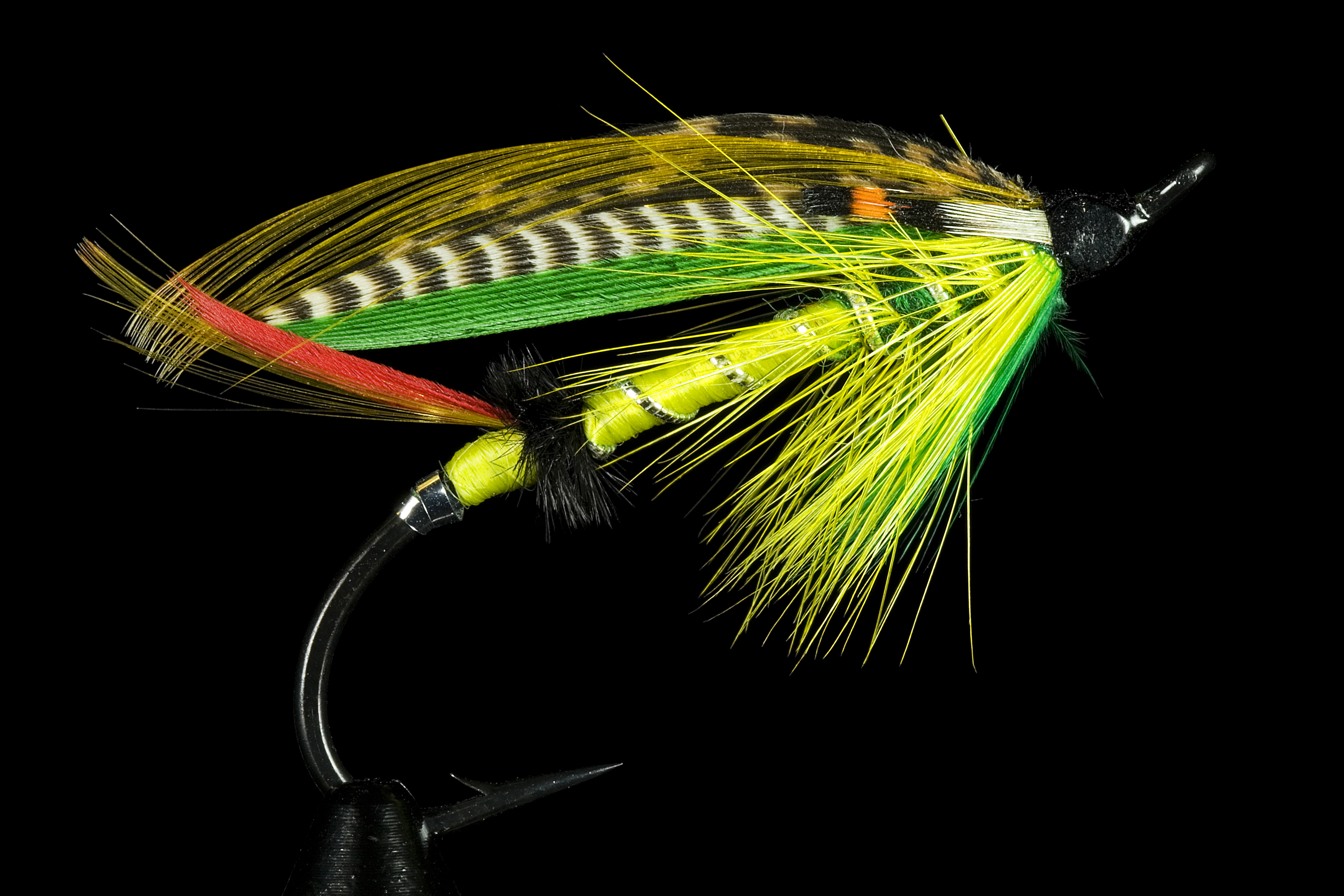
Detailní pohled na mušku

## Historie mušky
Umělá muška jako rybářská nástraha pochází pravděpodobně z Číny, odkud se dostala až do Římské říše. Právě odtud pochází první písemné záznamy, z epigramů římského spisovatele Martiala, z 1. století našeho letopočtu. Z 2. století našeho letopočtu z Makedonie (v té době součást Římské říše) pochází už mnohem přesnější informace, z přírodopisné knihy Aelianuse z Praeneste. Ten píše i o vláčených umělých muškách za lodí při lovu tuňáků. Z dob středověku máme již záznamy o více typech umělých mušek, a to nejen sloužících k chytání pstruhů a lipanů, ale také kaprů, štik apod. Už se zde vyskytují návody na vázání mušek a také, kterou mušku nejlépe vybrat pro měsíce od března do srpna (dílo The Treatise of Fishing with an Angle). Už v 50. letech 16. století byla napsána kniha Konrada Gessnera, ve které popisuje mimo jiné i tvar mušek, barvu a dokonce i které peří z jaké části těla ptáka použít. V polovině 17. století Angličan Thomas Barker rozděluje mušky na 2 skupiny – bezkřídlé a s křídly. A ve stejnou dobu vychází kniha Izaaka Waltona, který se proslavil jako zakladatel moderního rybářského umění. Po doplnění kapitol jeho přítele Charlese Cottona, který přidal dalších 25 druhů mušek, se tato kniha stala po dlouhé roky „rybářskou (a muškařskou) Biblí“. 18. století bylo pro muškaření nepříliš významné, až v první třetině 19. století přichází Alfred Ronalds s dílem pro muškaře, kde se vyskytují vědecké názvy hmyzu a běžně užívané názvy mušek, které tento hmyz napodobují.V polovině 19. století se teprve mušky začaly dělit na suché a mokré (zásluhou Fredericka M. Halforda a jeho přítele Marryata). Nastala tak éra suchých mušek, trvající až do konce 20. století, kdy G. E. M. Skues přichází s obhajobou mokré mušky a uvádí nymfy a nymfování do muškařského slovníku. Touto dobou k nám z Ameriky přichází i streamer.

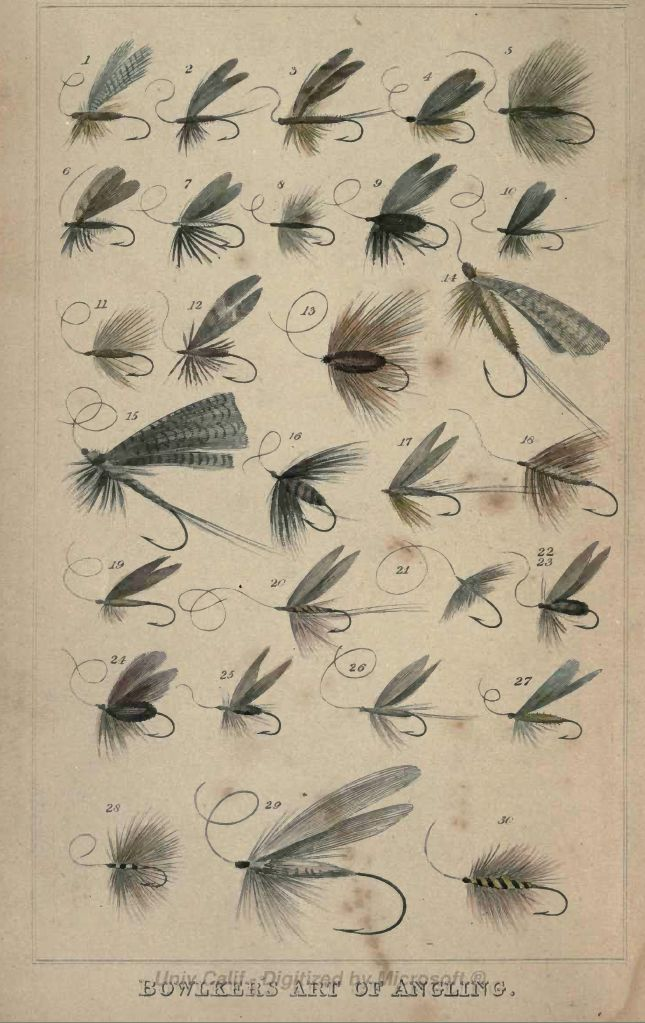
Ukázka mušek z 19. století

## Výroba mušek
Výhodou mušek je bezpochyby to, že si je může každý vyrábět sám dle vlastní fantazie. K tomu nám postačí pouze pár rad nebo postupů a několik potřebných pomůcek. Nejdůležitějšími pomůckami jsou muškařský svěráček, držák na cívku (tzv. bobina), nůžky, skřipec, rotační setrvačník, sklepávač srsti, „finišér“ a pro dobré vidění lampa či bílá položka.
- Muškařský svěráček - muškařský svěráček je bezpochyby základní pomůckou. Jeho význam tkví v držení háčku pevně v jednom bodě, aby nevypadával a zároveň byl co nejvíce dostupný. Dvě kovové čelisti, které háček drží, jsou utahovány páčkou nebo šroubem. Svěráček by měl být výškově nastavitelný a umožňovat natočení čelistí. Háček by měl být umístěn v úrovni prsou a měli bychom se na něj dívat z boku, případně mírně shora.
- Bobina – Bobina je vlastně držák na cívku s nití. Je složen z trubičky a dvou ramen s čepy, mezi které se vkládá cívka s nití. Umožňuje nám při vázání přesně ovíjet mušku, jelikož tato nit je příliš jemná na to, abychom jí drželi v ruce. Bobiny mohou mít různou velikost, váhu či tvar. Nejvhodnější jsou bobiny s keramickou trubičkou, s kterými nedochází k častému opotřebení nitě.
- Nůžky – Nůžky by měly být ostré a s dobrou špičkou. Slouží nám k odstřižení přečnívajících nití nebo zastřižení pírek. Je dobré mít dvoje nůžky, jedny na měkčí a jedny na tvrdší materiály.
- Skřipec – Skřipec se používá při výrobě nožiček. Pomocí něho odstraňuje chmýří z pírka točivým pohybem.
- Rotační setrvačník – Slouží k výrobě knotů a k dabování do smyčky. Nit zahákneme za háčky a po vložení materiálu roztočíme hlavu setrvačníku.
- Sklepávač srsti – Je to jednoduchá pomůcka, která nám umožňuje zarovnat špičky srsti. Využívá se především při vázání mušek z jelení srsti (např. chrostíci, streamery).
- Finišér – Finišér se používá při dokončování vázání. Díky němu vytvoříme ztracený uzel, aby se nám muška nerozvázala.

## Typy mušek
Podle stavby mušky a způsobu lovu na ní je primárně rozdělujeme na suché mušky, mokré mušky, streamery a nymfy.
- Suché mušky – Tyto mušky se vyrábí ze suchých plovoucích a nenasákavých materiálů, aby se mušky udržely co nejdéle na hladině. Křidélka mají vztyčená, opeřená o bohatý věneček tuhých pružných nožek. Představují živý hmyz, který je unášen vodou.
- Mokré mušky – Mokré mušky se potápějí, jsou vyráběny z těžších háčků a měkčích i savých materiálů. Pokud mají křidélka, mají je sklopená dozadu. Vážou se s řídkým věnečkem měkkých nožek. Představují již utopený hmyz, který klesl pod hladinu a je pasivně unášen vodou nebo pomalu klesá ke dnu.
- Nymfy – Nymfy se potápějí a nemají křidélka. Nejčastěji představují larvu vodního hmyzu, která se po opuštění svého úkrytu přemisťuje jinam.
- Streamery - Streamer je imitace malé rybičky, pulce nebo jiného živočicha pohybujícího se ve vodě. Při vázáni se používají větší háčky, než u klasických mušek. Je možné je vázat jako mokrou i suchou mušku.

## Techniky lovu na mušku
Techniku muškaření rozlišujeme především podle druhu umělých mušek, ale záleží také na rychlosti proudu, kde chytáme (např. jestli chytáme na pomalu tekoucí nebo stojaté vodě nebo na vodě rychle tekoucí).

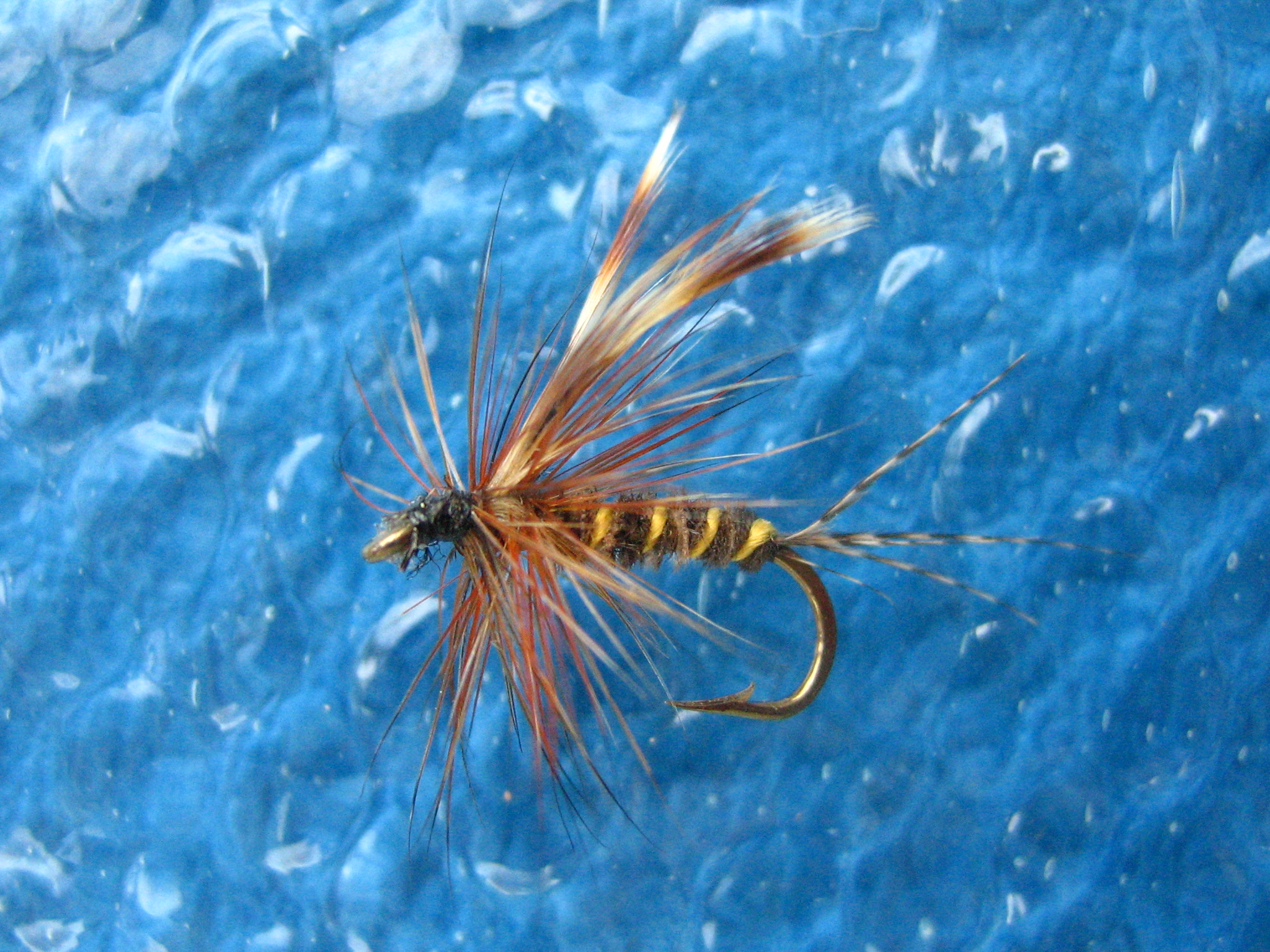
Ukázka suché umělé mušky

### Lov na suchou mušku
Touto metodou lovíme ryby, které sbírají potravu na hladině. Náhozy provádíme přímo nebo šikmo proti proudu. Hody musí být přesně směrované a dopad mušky musí být měkký. Muška musí správně sedět na hladině a necháváme ji splavat rychlostí proudu, do zorného pole ryby. Důležité je, aby muška nebrázdila hladinu a nečeřila vodu. Proud unáší mušku směrem k nám, proto musíme rychle zkracovat šňůru. Občas mušku osušíme planými hody nebo ji mastíme. Nejčastěji se chytá na jednu mušky, výjimečně na dvě. Při záseku nám napomáhá zrak a cit. Nejčastěji lovenými rybami tímto způsobem jsou pstruzi, lipani, jelci či plotice.

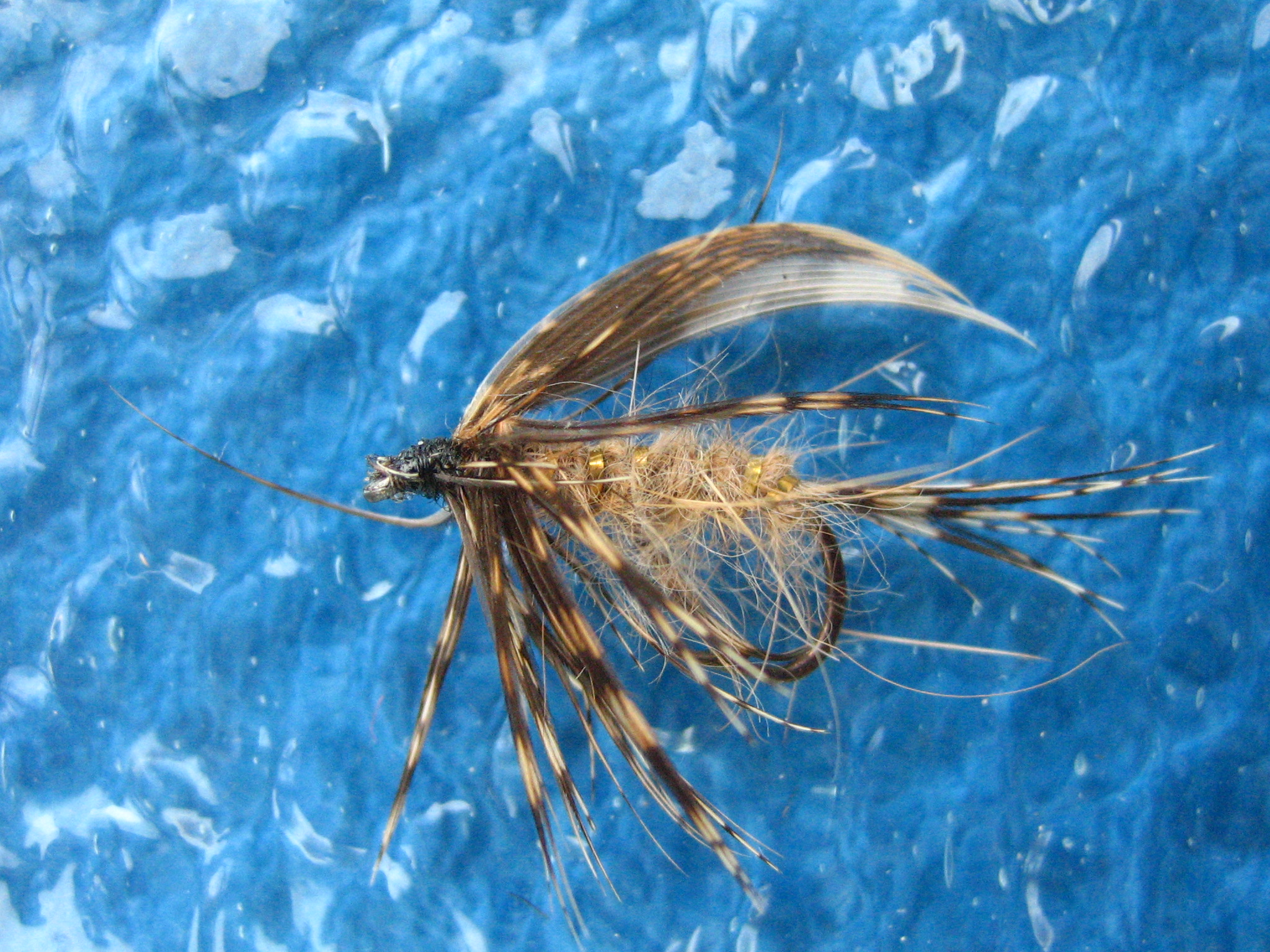
Ukázka mokré umělé mušky

### Lov na mokrou mušku
Touto metodou lovíme ryby, které sbírají potravu potápějící se ve vodě. Mušku nahazujeme šikmo přes proud nebo mírně proti proudu. Po dopadu mušky poupravíme její pozici a pak ji necháme volně unášet proudem, aby se dostala do všech vrstev vody, občas ji můžeme oživit lehkým škubnutím špičky prutu. Návazec necháme splavat čtvrtobloukem pod naše stanoviště. Můžeme lovit i na více mušek, nejčastěji se však používají dvě. Zásek provádíme při záblesku ryby pod hladinou v místech, kde by se podle nás mohla naše nástraha nacházet, nebo při škubnutí či napnutí naší šňůry.

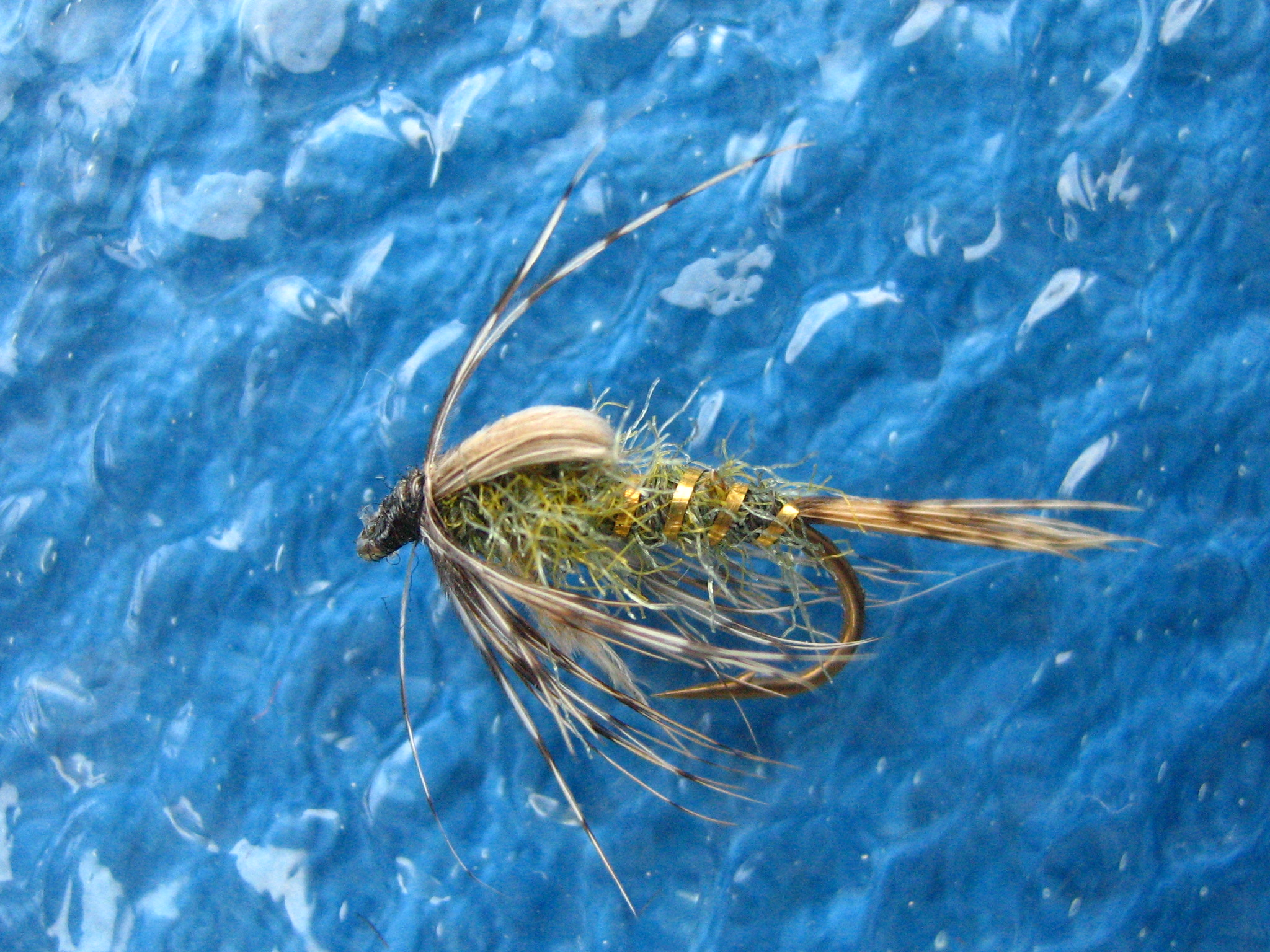
Ukázka nymfy

### Lov na nymfu
Chytání nymfou se uskutečňuje u dna, jelikož nymfy většinou představují larvy opouštějící svůj úkryt. Nejčastěji nahazujeme šikmo proti proudu a nymfu necháme klesnout na dno a necháme ji unášet proudem směrem k nám. Pokud lovíme v klidné vodě, tak nymfu přitahujeme šňůrou pomalými a jemnými pohyby v kratších časových intervalech. Tímto způsobem se kromě mimo jiné často uloví i ryby jako je kapr nebo cejn. Aplikací lovu na nymfu jsou techniky Česká nymfa a Francouzská nymfa.

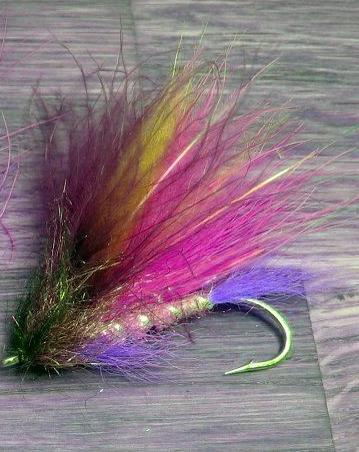
Ukázka streameru

### Lov na streamery
Lov na streamery je v podstatě kombinací vláčení a muškaření. Nához provádíme jako při muškaření, nejčastěji šikmo po proudu, a necháváme streamer splavat pod sebe. Pak ho různou rychlostí a pomalými, trhavými pohyby přitahujeme k sobě jako při vláčení. Často takto lovíme dravce i ve stojatých vodách. Výhodou oproti vláčení je, že streamer obvykle není zatížený a tudíž se chová ve vodě více přirozeně. Nosnou a tedy i zátěžovou funkci v tomto případě zajišťuje Muškařská šňůra. Mimo pstruhy bývá úlovkem i štika, okoun nebo bolen.